# Kościół w Ekście
Kościół w Ekście – świątynia należąca do diecezji Visby Kościoła Szwecji. Znajduje się w południowo-zachodniej części Gotlandii.

## Architektura
Najstarszą częścią miejscowej świątyni jest wieża pochodząca z XIII wieku i pozostająca do dziś w niezmienionym stanie. Reszta kościoła również pochodzi ze średniowiecza, jednak została gruntownie przebudowana w 1838 roku. Zachowały się cztery średniowieczne portale, zarówno romańskie, jak i gotyckie.

## Wnętrze

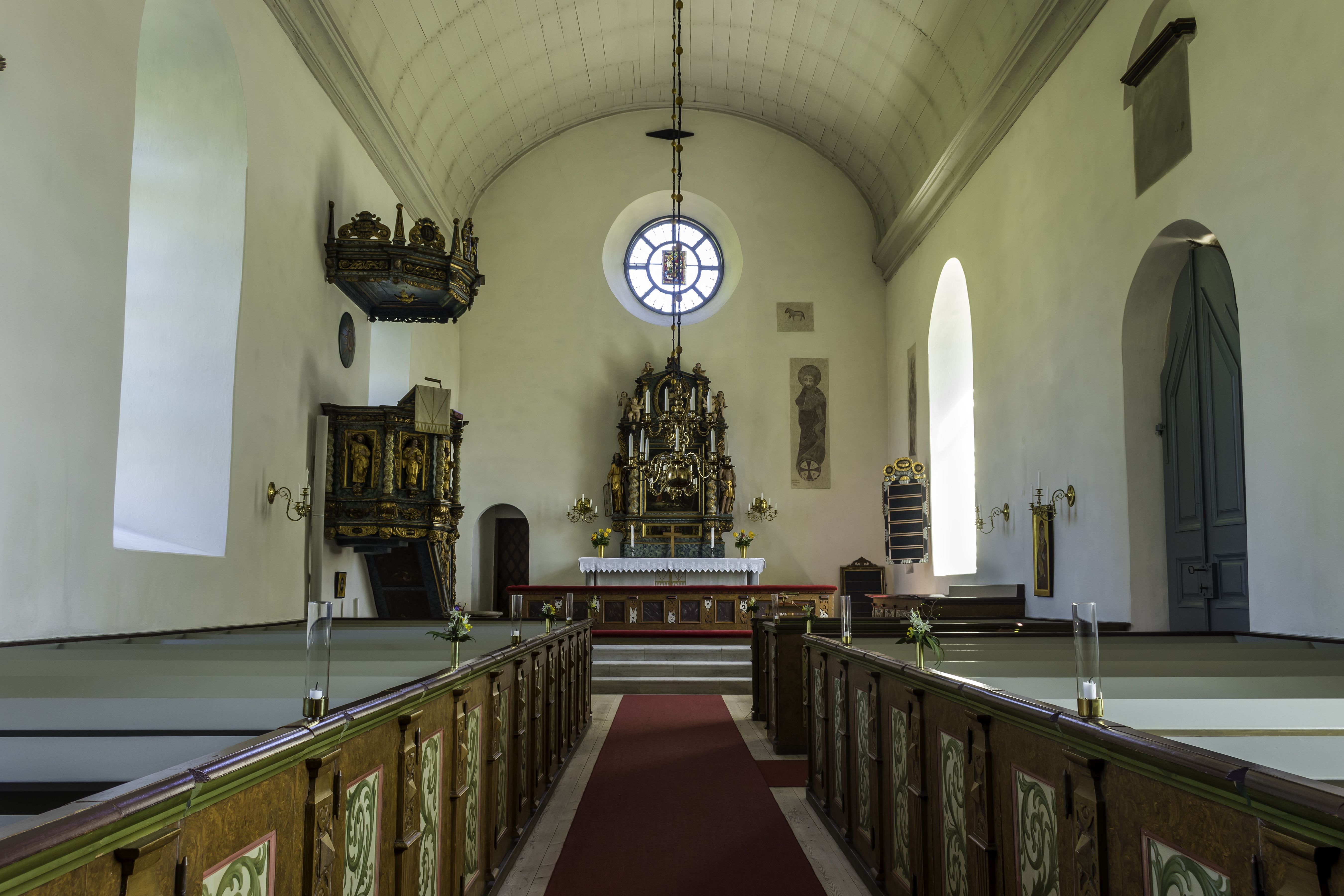
Wnętrze

Wnętrze świątyni w dużej mierze jest neoklasycystyczne i uzyskało swój wygląd podczas wspomnianej wyżej renowacji. Na ścianach widnieje kilka średniowiecznych fresków. Ołtarz i ambona, powstałe w 1675 roku, zostały tu przetransportowane z kościoła w Össeby koło Sztokholmu, który dziś pozostaje ruiną. Chrzcielnicę wyrzeźbiono w piaskowcu w 1642 roku w miejscowości Burgsvik.